# Devin Booker (cestista 1991)
Devin Booker (Whitmire, 28 febbraio 1991) è un cestista statunitense.
È il fratello di Trevor Booker e cugino di Jordan Hill, entrambi ex cestisti in NBA.

## Statistiche

### College
| Anno      | Squadra        | PG  | PT | MP   | TC%  | 3P%  | TL%  | RP  | AP  | PRP | SP  | PP   |
| --------- | -------------- | --- | -- | ---- | ---- | ---- | ---- | --- | --- | --- | --- | ---- |
| 2009-2010 | Clemson Tigers | 32  | 1  | 11,6 | 56,1 | 0,0  | 53,3 | 2,9 | 0,3 | 0,4 | 0,1 | 4,5  |
| 2010-2011 | Clemson Tigers | 34  | 33 | 24,3 | 44,7 | 33,3 | 73,4 | 5,5 | 0,7 | 0,6 | 0,4 | 8,1  |
| 2011-2012 | Clemson Tigers | 31  | 29 | 29,2 | 45,9 | 21,7 | 69,8 | 7,0 | 1,3 | 0,9 | 0,9 | 10,5 |
| 2012-2013 | Clemson Tigers | 31  | 31 | 31,9 | 54,5 | 18,2 | 62,3 | 7,5 | 0,8 | 0,6 | 1,1 | 13,1 |
| Carriera  | Carriera       | 128 | 94 | 24,1 | 49,6 | 27,5 | 65,8 | 5,7 | 0,8 | 0,6 | 0,6 | 9,0  |

### Eurolega
| Anno      | Squadra       | PG  | PT  | MP   | TC%  | 3P%  | TL%  | RP  | AP  | PRP | SP  | PP   |
| --------- | ------------- | --- | --- | ---- | ---- | ---- | ---- | --- | --- | --- | --- | ---- |
| 2018-2019 | Bayern Monaco | 16  | 12  | 20,5 | 55,3 | 37,5 | 61,1 | 3,4 | 1,5 | 0,6 | 0,3 | 8,9  |
| 2019-2020 | Chimki        | 28  | 28  | 22,3 | 59,5 | 45,9 | 85,1 | 4,8 | 1,2 | 0,8 | 0,2 | 11,6 |
| 2020-2021 | Chimki        | 15  | 14  | 27,6 | 56,3 | 37,5 | 73,2 | 5,7 | 2,1 | 0,3 | 0,3 | 13,1 |
| 2021-2022 | Fenerbahçe    | 29  | 26  | 24,3 | 56,7 | 36,8 | 76,2 | 4,4 | 1,6 | 0,7 | 0,2 | 9,1  |
| 2022-2023 | Fenerbahçe    | 31  | 12  | 21,1 | 45,8 | 32,1 | 76,2 | 3,3 | 1,1 | 0,4 | 0,6 | 5,8  |
| 2023-2024 | Bayern Monaco | 28  | 28  | 26,5 | 48,4 | 30,2 | 79,2 | 5,5 | 1,2 | 0,4 | 0,1 | 9,7  |
| Carriera  | Carriera      | 147 | 120 | 23,6 | 53,8 | 35,7 | 77,5 | 4,5 | 1,4 | 0,5 | 0,3 | 9,4  |

### Eurocup
| Anno      | Squadra       | PG | PT | MP   | TC%  | 3P%  | TL%  | RP  | AP  | PRP | SP  | PP   |
| --------- | ------------- | -- | -- | ---- | ---- | ---- | ---- | --- | --- | --- | --- | ---- |
| 2016-2017 | Bayern Monaco | 17 | 8  | 21,4 | 61,5 | 30,0 | 76,6 | 5,9 | 1,7 | 0,9 | 0,1 | 12,1 |
| 2017-2018 | Bayern Monaco | 21 | 18 | 21,6 | 59,8 | 40,0 | 85,9 | 5,3 | 1,5 | 0,7 | 0,5 | 13,6 |
| Carriera  | Carriera      | 38 | 26 | 21,5 | 60,5 | 35,0 | 82,6 | 5,6 | 1,6 | 0,8 | 0,3 | 12,9 |

## Palmarès

### Squadra
- Campionato tedesco: 4

Bayern Monaco: 2017-2018, 2018-2019, 2023-2024, 2024-2025
- Campionato turco: 1

Fenerbahçe: 2021-2022
- Coppa di Germania: 2

Bayern Monaco: 2018, 2023-2024

### Individuale
- LNB Pro A MVP: 1

Élan Chalon: 2015-16
- All-Eurocup First Team: 1

Bayern Monaco: 2017-18